# Frank Islacker
Frank Islacker (* 29. August 1963) ist ein ehemaliger deutscher Fußballspieler.

## Karriere
Islacker spielte für den VfL Bochum in der Bundesliga. In der Saison 1982/83 bestritt er drei Punktspiele, die allesamt verloren wurden. Sein Debüt gab er unter Trainer Rolf Schafstall am 24. August 1982 (2. Spieltag) bei der 0:1-Niederlage im Heimspiel gegen den Karlsruher SC, bevor er in der 53. Minute für Stefan Pater ausgewechselt wurde. Sein letztes Spiel bestritt er am 17. September 1982 (6. Spieltag) bei der 0:2-Niederlage im Heimspiel gegen Eintracht Braunschweig mit Einwechslung für Heinz Knüwe in der 57. Minute. In diesem stieß er mit Torhüter Bernd Franke zusammen, blieb beim Aufstehen mit den Stollen der Fußballschuhe im Rasen hängen und zog sich dabei einen Kreuz- und Außenbandriss, sowie einen Meniskusschaden im rechten Knie zu. Der Totalschaden bedeutete das Ende seiner noch jungen Karriere.

## Sonstiges
Islackers Vater Franz gewann mit Rot-Weiss Essen den DFB-Pokal 1952/53 und die Deutsche Meisterschaft 1955. Seine Tochter Mandy spielt in der Frauen-Bundesliga und ist Nationalspielerin. Nach seiner Karriere als Fußballer arbeitete er als LKW-Fahrer bei den Essener Entsorgungsbetrieben.